# Khami
Khami is een historische stad in Zimbabwe. Khami was de hoofdstad van de Torwa-dynastie van 1450 tot 1683.
Khami is gelegen op 22 kilometer afstand van Bulawayo, de hoofdstad van de provincie Matabeleland North. De ruïnes van Khami zijn aangewezen als nationaal monument van Zimbabwe.
De ruïnes van Khami staan sinds 1986 op de Werelderfgoedlijst van UNESCO.